# Sheffield Shield 2000/01
Der Sheffield Shield 2001/02, aus Gründen des Sponsorings auch Pura Cup 2000/01, war die 109. Saison des nationalen First-Class-Cricket-Wettbewerbes in Australien. Gewinner war Queensland.

## Format
Die Mannschaften spielten in einer Division gegen jede andere jeweils zwei Spiele. Für einen Sieg erhielt ein Team zunächst 6 Punkte, für ein Unentschieden (beide Mannschaften erzielen die gleiche Anzahl an Runs) 3 Punkte. Sollte kein Ergebnis erreicht werden und das Spiel in einem Remis enden zählen die Resultate nach dem ersten Innings. Dabei gibt es zwei Punkte für einen Sieg, und einen Punkt im Falle eines Unentschiedens und keinen im Falle einer Niederlage. Sollte das Spiel nach dem zweiten Innings verloren werden, obwohl das erste Innings gewonnen wurde gibt es zwei Punkte. Des Weiteren ist es möglich das Mannschaften Punkte abgezogen bekommen, wenn sie beispielsweise zu langsam spielen oder der Platz nicht ordnungsgemäß hergerichtet ist. Bei Punktgleichheit wird die Platzierung zuerst nach der Anzahl der Siege und anschließend nach dem Quotient der Runs die Pro Wickets benötigt werden und die man selbst pro Wicket erzielt. Am Ende der Saison spielen die beiden Gruppenersten im Finale den Gewinner des Sheffield Shields aus.

## Resultate
Tabelle
Die Tabelle der Saison nahm Ende die nachfolgende Gestalt an.
| Teams             | Sp. | S | N | U | R | LWF | DWF | DTF | DLF | A | Ded | Add | Punkte | Q     |
| ----------------- | --- | - | - | - | - | --- | --- | --- | --- | - | --- | --- | ------ | ----- |
| Queensland        | 10  | 6 | 1 | 0 | 0 | 0   | 2   | 0   | 1   | 0 | 0   | 0   | 40     | 1.386 |
| Victoria          | 10  | 4 | 2 | 0 | 0 | 1   | 3   | 0   | 0   | 0 | 0   | 0   | 32     | 1.025 |
| Tasmanien         | 10  | 3 | 3 | 0 | 0 | 1   | 1   | 0   | 2   | 0 | 0   | 0   | 22     | 0.950 |
| New South Wales   | 10  | 3 | 3 | 0 | 0 | 0   | 2   | 0   | 1   | 1 | 0   | 0   | 22     | 0.911 |
| Western Australia | 10  | 2 | 3 | 0 | 0 | 1   | 1   | 0   | 3   | 0 | 0   | 0   | 16     | 0.986 |
| South Australia   | 10  | 2 | 4 | 0 | 0 | 1   | 0   | 0   | 2   | 1 | 0   | 0   | 14     | 0.823 |

### Finale
| 23. – 27. März Scorecard | Brisbane | Victoria 176 (75.4) & 289 (132.4) | – | Queensland 242 (99) & 224-6 (80.3) |
|                          |          | Queensland gewinnt mit 4 Wickets  |   |                                    |